# Slavkov u Brna

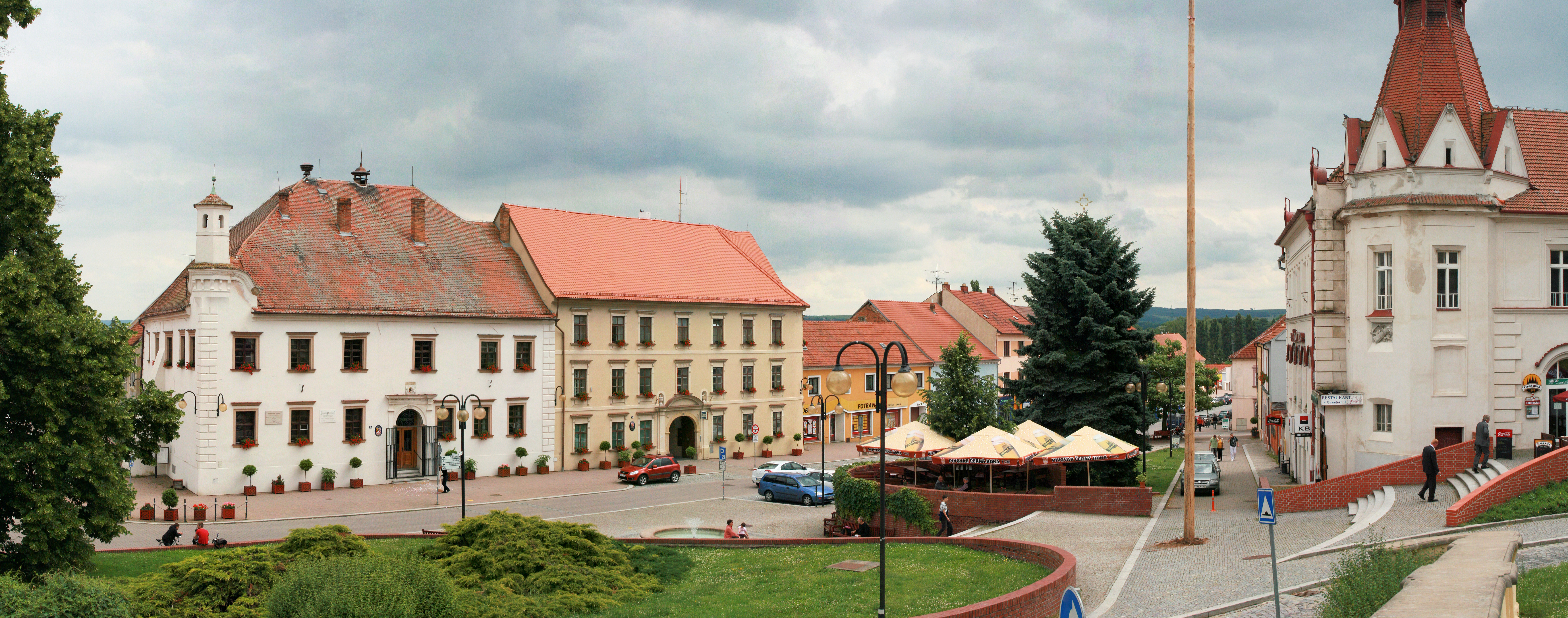
Palacký-Platz mit Rathaus (links)

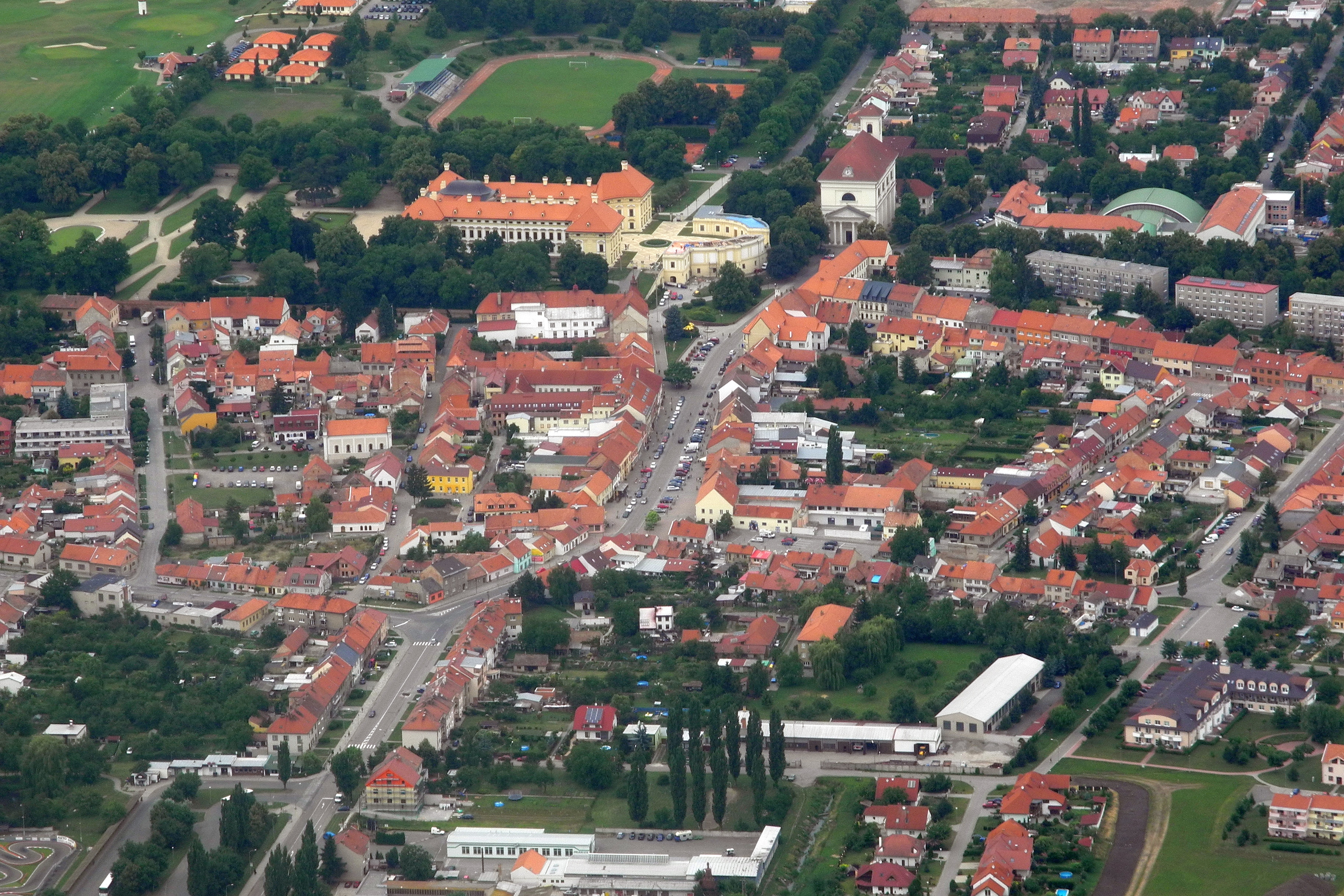
Luftbild

Slavkov u Brna (deutsch: Austerlitz) ist eine Kleinstadt 20 km östlich von Brünn in Mähren (Tschechien). Bekannt wurde sie durch die Schlacht bei Austerlitz, die südwestlich um den Pratzeberg bei Újezd u Brna ausgetragen wurde.

## Geschichte
Das Gebiet um Slavkov gehörte zum Mährisch-Slowakischen Reich der Lucka. Es trug ursprünglich den Namen Neusedlitz (Novosedlice), das bereits vom Chronisten Cosmas von Prag erwähnt wurde und Anfang des 13. Jahrhunderts dem Deutschen Ritterorden gehörte. Dieser errichtete dort eine Kommende und eine Feste, deren Reste noch im Kellergewölbe des Schlosses sichtbar sind. 1223 wurden die Pfarrkirche St. Marien und die St.-Jacobi-Kirche erwähnt. 1237 bestätigte König Wenzel I. dem Deutschen Ritterorden den Besitz; vermutlich beauftragte er den Orden gleichzeitig mit der Gründung einer Stadt. König Wenzel IV. verlieh der Stadt 1416 ein Wappen sowie das Siegelrecht. Da Austerlitz in den Hussitenkriegen die katholische Seite unterstützte, geriet es danach als Pfand an verschiedene Adelige, zu denen auch die Herren von Sternberg gehörten. Im Jahre 1509 übernahm für mehr als vier Jahrhunderte das Adelsgeschlecht von Kaunitz die Herrschaft Austerlitz.
Deren religiöse Toleranz trug im 16. Jahrhundert wesentlich zur wirtschaftlichen und kulturellen Entwicklung der Stadt bei. Seit 1528 ließen sich Täufer nieder, die aus Tirol vertrieben worden waren. 1535 fanden etwa 80 Täufer aus Böhmisch Krumau in Austerlitz eine Zufluchtsstätte. Zeitweise bestanden mit den zum Marpeck-Kreis gehörenden Austerlitzer Brüdern und einer den Hutterern zugehörenden Gemeinde zwei täuferische Gemeinden am Ort. Die Mitglieder ihrer Kommunität erwarben umfangreiche Grundbesitzungen und betätigten sich hauptsächlich im Töpferhandwerk und der Weberei. Die Täufergemeinschaft war, bis zu ihrer Ausweisung 1622, eine der größten in Böhmen. Auch die Böhmischen Brüder konnten sich in Austerlitz entfalten. Sie besaßen seit 1510 ein eigenes Gebetshaus und hielten 1572 und 1584 Synoden ab. Die Pfarrei Austerlitz war seit 1575 lutherisch.
Nach Ende des Dreißigjährigen Krieges waren von 348 Häusern in der Stadt nur noch 128 bewohnt.
Am 2. Dezember 1805 fand nahe der Stadt im Rahmen des dritten Koalitionskrieges die kriegsentscheidende Schlacht bei Austerlitz statt.
Nach der Gründung einer Textilmanufaktur durch Graf Dominik Andreas I. von Kaunitz erfolgte ein wirtschaftlicher Aufschwung. 1850 wurde Austerlitz Sitz des Bezirksgerichts. Von 1949 bis 1960 war die Stadt Sitz des gleichnamigen Bezirks.

## Sehenswürdigkeiten

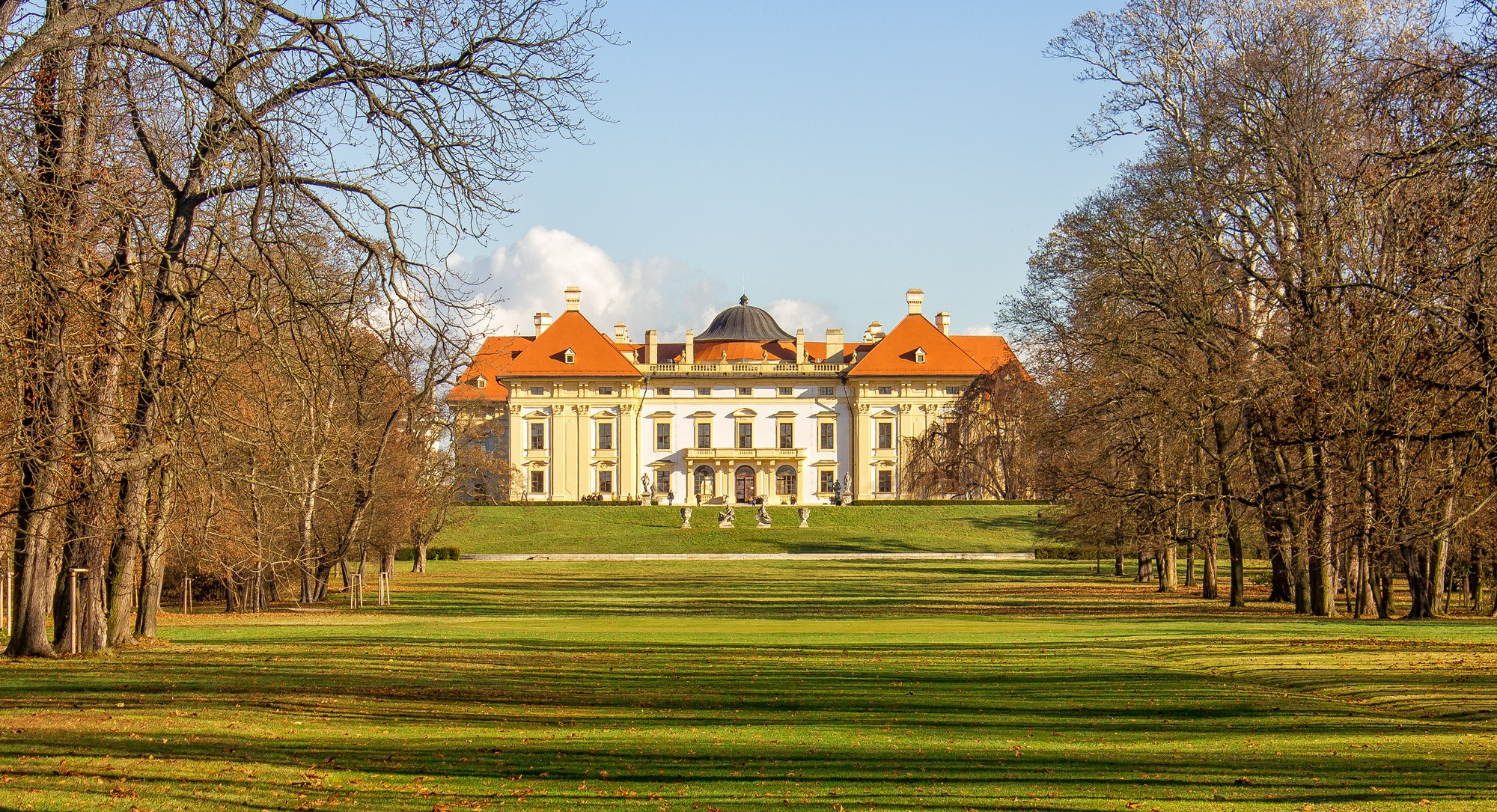
Schloss Austerlitz

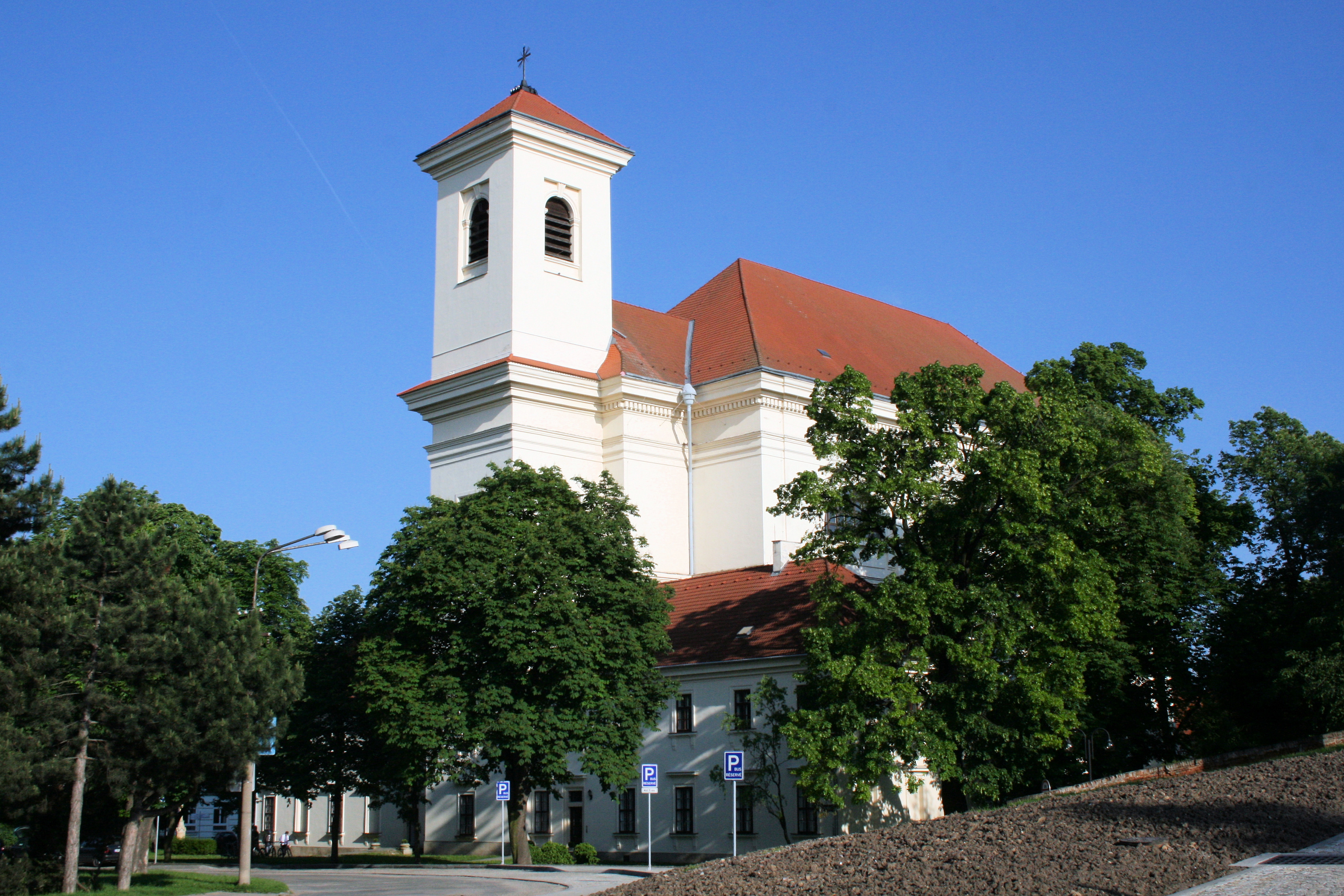
Auferstehungskirche

- Das Schloss Austerlitz entstand an der Stelle eines Kastells. Es wurde zunächst im Renaissancestil und danach im Stil des Barock umgebaut. Im Historischen Saal wurde nach der Schlacht bei Austerlitz am 6. Dezember 1805 der Waffenstillstand zwischen Frankreich und Österreich unterzeichnet.
- Das Rathaus wurde 1592 im Renaissancestil errichtet.
- Die Kirche Auferstehung Christi am Hauptplatz wurde 1786–1789 vom Wiener Hofarchitekten Johann Ferdinand Hetzendorf von Hohenberg errichtet.
- Die St.-Johannes-der-Täufer-Kirche auf dem Friedhof beherbergt die Gruft der Familie von Kaunitz, in der auch Wenzel Anton Kaunitz begraben liegt.
- Die St.-Urbanus-Kapelle von 1712 auf dem gleichnamigen Hügel wurde während der Schlacht bei Austerlitz beschädigt und 1858–1861 neu errichtet.
- Synagoge. Von dem seit 1343 bestehenden jüdischen Viertel sind nur die Synagoge aus dem Jahre 1858 und die jüdische Schule erhalten.
- Jüdischer Friedhof, liegt etwas außerhalb

## Namensgeberin
Nach der deutschen Bezeichnung der Stadt wurden – wegen des Sieges der napoleonischen Truppen – u. a. zwei Kriegsschiffe der französischen Marine, der Quai d’Austerlitz in Paris und an diesem ein Pariser Bahnhof, der Gare d’Austerlitz, benannt.
Die lose Kooperation der mitteleuropäischen Staaten Tschechien, Slowakei und Österreich (Austerlitz-Format) trägt seit 2015 den Namen der Stadt.

## Städtepartnerschaften
Slavkos Partnerstädte sind
| - Moschaisk in Russland - Pag in Kroatien - Darney im Département Vosges, Frankreich |  | - Zeist in den Niederlanden, wegen des zur Gemeinde gehörigen Dorfes "Austerlitz" - Horn in Niederösterreich - Sławków in Schlesien, Polen |

## Persönlichkeiten
- Bernardino Ochino (1487–1564), italienischer Theologe und Protestant starb in Slavkov an der Pest.
- Wenzel Anton von Kaunitz-Rietberg (1711–1794),  österreichischer Staatsmann und Diplomat, begraben in der Familiengruft auf dem Friedhof der Stadt
- Franz Schmidt (1751–1834), österreichischer Gärtner und Botaniker
- Peregrin Obdržálek (1825–1891), katholischer Priester und Verfasser religiöser Literatur, in Slavkov geboren
- František Koláček (1851–1913), tschechischer theoretischer Physiker, in Slavkov geboren
- Pavel Boudný (* 1982), Mountainbiker